# Степковка (Николаевская область)
Степковка (укр. Степківка) — село в Первомайском районе Николаевской области Украины.
Основано в 1817 году. Население по переписи 2001 года составляло 1130 человек. Почтовый индекс — 55275. Телефонный код — 5161. Занимает площадь 0,03 км².

## Местный совет
55274, Николаевская обл., Первомайский р-н, с. Степковка, ул. Юбилейная, 3

## Известные люди
В селе родились Головченко, Владимир Терентьевич и Шкурко, Макар Иванович — Герои Советского Союза.